# HTC Titan
HTC Titan (модельный номер X310e, также известный как HTC Eternity, HTC Bunyip, HTC Ultimate) — смартфон, разработанный компанией HTC Corporation, анонсирован 1 сентября 2011 года. Работает под управлением операционной системы Windows Phone 7.5 Mango.
В США смартфон начал продаваться оператором мобильной связи AT&T 20 ноября 2011, стоил $ 199.99 с двухлетним контрактом, $ 549.99 — без контракта.